# Wollwiesenteich
Der Wollwiesenteich ist ein kleines Stillgewässer am Westrand von Dietzenbach in Hessen.
Der Teich ist circa 210 m lang und circa 50 m breit, seine Oberfläche beträgt circa 1 ha.
Der Wollwiesenteich wird vom Bieberbach durchflossen.